# Брукхейвънска национална лаборатория
Брукхейвънската национална лаборатория (на английски: Brookhaven National Laboratory, BNL) или накратко Брукхейвън, е американска национална научна лаборатория, разположена на о. Лонг Айлънд в гр. Брукхейвън, щат Ню Йорк.
Основана е през 1947 г. на мястото на бивша военна база. Тя е една от 17-те национални лаборатории на Министерството на енергетиката на САЩ. Специализирана е в изследванията по ядрена физика и физика на елементарните частици. Управлява се от Брукхейвънската научноизследователска асоциация.
В лабораторията работят над 3000 учени, инженери, техници и обслужващ персонал, а пристигащите ежегодно чужди изследователи от цял свят достигат 4000 души. В лабораторията са направени общо 6 открития, удостоени със 7 Нобелови награди за физика.
В Брукхейвън са разположени следните съоръжения: релативистки ускорител на насрещни снопове (колайдер) от тежки йони (RHIC), конструиран за изследвания на кварк-глуонна плазма, Национален източник на синхротронно излъчване (NSLS), два циклотрона за производство на радиоактивни материали за медицината. Областите на научни изследвания включват ядрена физика и физика на елементарните частици (физика на високите енергии), молекулярна биология и неразпространението на ядрено оръжие.
През 1974 г. група учени под ръководството на Самюел Тинг открива J/ψ частицата, което доказва съществуването на чаровния кварк (c-кварк), за което получава Нобелова награда за физика за 1976 г.